# Bottom Bay
Bottom Bay je zaljev koji se nalazi u Saint Philipu, Barbados, sa zaljevom Palmetto Bay na sjeveru i Cave Bayom, plažom Crane Beach i dvorcem Sama Lorda na jugu.

## Galerija
- Plaža
- Kokosove palme
- Kokosove palme